# Bangalore Choir
Bangalore Choir es una banda estadounidense de hard rock formada en 1991 por el cantante David Reece luego de su salida de Accept y los guitarristas Curt Mitchell y John Kirk (ambos provenientes de la banda Razor Maid). El bajista Ian Mayo y el baterista Jackie Ramos se unieron también a la banda luego de su salida de Hericane Alice.
El álbum debut de la banda fue producido por Max Norman y contenía canciones coescritas por Jon Bon Jovi y Aldo Nova. A pesar de la colaboración de estos reconocidos artistas, el disco no pudo lograr las ventas esperadas, por lo que la banda se separó al poco tiempo de su publicación. En el 2010 Reece reformó la banda sin Kirk, Mayo ni Ramos.

## Miembros

### Actuales
- David Reece - voz
- Curt Mitchell - guitarra
- Andy Susemihl - guitarra
- Danny Greenberg - bajo
- Rene Letters - batería

### Anteriores
- John Kirk - guitarra
- Ian Mayo - bajo
- Jackie Ramos - batería

## Discografía
- On Target (1992)
- On Target re-lanzamiento (2010)
- Cadence (2010)
- All Or Nothin'- Live At Firefest' (2011)
- Metaphor (2012)